# Philip Pierre
Philip Joseph Pierre (ur. 18 września 1954 w Castries) – polityk z Saint Lucia. Od 28 lipca 2021 roku premier Saint Lucia.